# Мы — Легион. Мы — Боб
«Мы — Легион. Мы — Боб» (англ. We Are Legion (We Are Bob)) — научно-фантастический роман канадского писателя Денниса Тейлора, опубликованный автором через собственное издательское подразделение своего агента. Первоначально было заключено соглашение о правах на аудиокниги с сервисом Audible. После записи «Мы - Легион. Мы - Боб» стала одной из самых популярных аудиокниг на сервисе и была удостоена награды «Лучшая научно-фантастическая аудиокнига года». Это первая книга из серии произведений Вселенной Боба — цикла романов про инженера Боба Йохансона, ставшего космическим аппаратом в виде аналога Зонда фон Неймана. После успеха первой книги автор написал ещё несколько продолжений. В России переводится и издается издательским домом Эксмо и его подразделением Fanzon с 2021 года.

## Сюжет

### Основной сюжет
История в романе стартует в наше время. Главный герой — Боб Йоханссон — инженер-программист и большой фанат сериалов про космос, таких как «Звёздный путь», «Футурама», «Звёздные войны», «Вавилон-5», только что продал свою компанию по разработке программного обеспечения и с нетерпением ждет свободной жизни. Есть места, куда можно пойти, книги, которые можно почитать, и фильмы, которые можно посмотреть. Он заключил договор с перспективной криокомпанией, которая должна сохранить его мозг после его смерти, чтобы, когда позволят технологии, «воскресить» его. Но Боб не мог и подумать, что услуги компании понадобятся ему так скоро. Переходя улицу, он погибает в тот же день.
Боб просыпается 117 лет спустя в тоталитарном религиозном государстве ВЕРА (Великая Единая Религиозная Америка — бывший США) и обнаруживает, что замороженные трупы были объявлены бесправными, и теперь он является «репликантом», копией, оцифрованной личностью, не имеющей тела. Криокомпания разорилась и продала своих замороженных «клиентов» в собственность государства на аукционе. Его сознание было загружено в компьютерное оборудование и он должен стать управляющим ИИ на благо государства. В случае неуспеха Боба просто сотрут из компьютера.
Чтобы не стать «водителем мусоровоза», Боб успешно проходит ряд тестов на управление небольшими механизмами и приспосабливается психически в виде репликанта. Пока Боб осваивается в новой роли, политическая ситуация на Земле накаляется. Тесты показывают, что психотип Боба идеально подходит для исследований в космосе. Его сознание загружают в космический аппарат, который по сути является зондом фон Неймана. В день запуска Боб успешно переживает ряд диверсий и попыток его уничтожить и принимает решение удаляться от Земли на максимальной скорости и выполнять задание ВЕРА. За ним гонится зонд враждебной Бразильской Империи. Боб спешно покидает Солнечную систему, отправившись навстречу опасностям и открытиям.
Прибыв в систему Эпсилон Эридана, Боб начинает активно готовиться ко встрече с бразильским зондом, понимая, что бесконечно бежать он не может. Корабль Бразильской империи «Серра-ду-Мар», управляемый репликантом — майором Эрнесто Мадейрушем, — прибывает в ту же звездную систему, чтобы уничтожить Боба. Начинается космический бой двух репликантов, в котором Боб благодаря тактическим хитростям и произведённым снарядам одерживает победу, уничтожив корабль «Серра-ду-Мар» и Мадейруша.
Окончательно разобравшись с Мадейрушем, Боб создаёт первые четыре свои копии путем клонирования своего ИИ. Таким образом на свет появляются новые репликанты-копии Боба — Билл, Майло, Райкер и Келвин. Также корабль Боба создаёт копии корабля «Парадиз» с новыми, усовершенствованными модификациями. Боб создаёт для себя новый, более усовершенствованный корабль «Парадиз-1А» с более высокой производительностью ядра, куда переносит свое сознание. Бобы решают, что нужно исследовать космос, помочь человечеству найти новые пригодные для обитания планеты, а также наведаться на Землю, чтобы узнать, чем кончилась война, развязанная в XXII веке.

### Главные герои
Боб Йоханссон — инженер-программист, человек, живший в XXI веке.
Боб-1 — репликант, оцифрованная личность программиста Йоханссона.
Билл и другие клоны Боба — репликанты, копии копий личности программиста Йоханссона.

## Премии и награды
- 2016 Лучшая научно-фантастическая аудиокнига года.[1]
- 2019, «Мы — Легион. Мы — Боб» стал финалистом Seiun Award
- 2019, Премия Курта Лассвица // Лучший зарубежный роман